# Kasina Wielka
Kasina Wielka is een plaats in het Poolse district Limanowski, woiwodschap Klein-Polen. De plaats maakt deel uit van de gemeente Mszana Dolna en telt 2800 inwoners.

## Verkeer en vervoer
- Station Kasina Wielka